# Hans Eklund
Hans Eklund (født 16. april 1969) er en tidligere svensk fodboldspiller og forhåndværende cheftræner i Viborg FF. Han er nu assistenttræner for Henrik Larsson i Landskrona BoIS

## Spillerkarriere
I Danmark spillede han for Viborg FF, hvor han spillede med nummer 10. Han scorede målet til 1-0, da Viborg FF vandt Pokalturningen i år 2000. "Hasse" var legendarisk blandt klubbens fans og tog senere tilbage til Sverige og Helsingborgs IF, hvor han også kom til at fungere som ungdoms- og assistenttræner. Han var i sin tid som VFF-spiller endvidere berømt for at simulere et jagtgevær, når han havde scoret et mål. Han blev solgt for fem mio. kr. til Helsingborg på daværende tidspunkt.

## Trænerkarriere
Den 1. januar 2008 startede han som cheftræner for Viborg FF. Han blev fyret den 8. april 2009 på grund af svingende resultater, selvom Viborg på daværende tidspunkt lå til oprykning til Superligaen.